# Barrio las Escobas del Agua San Jerónimo Dolores
Barrio las Escobas del Agua San Jerónimo Dolores är en ort i kommunen San José del Rincón i delstaten Mexiko i Mexiko. Samhället hade 462 invånare vid folkräkningen 2020.